# Жито (танец)
Жито — старинный белорусский танец-карагод. Исполнялся весной на Юрья: «ходили по ране (раннее жито), если в нём уже может спрятаться ворона». Собирались всей деревней и друг за другом цепочкой, проходили по полям. Впереди всех парень нёс хлеб, украшенный веточками ели. На каждом поле парень крутился в середине карагода, а вокруг него — карагод, который сопровождался ритуальными песнями:

Дзе карагод ходзіць,

Там жыта родзіць,

А дзе не бывае,

Там улягае.
Зафиксирован на Белорусском Полесье. В Сморгонском районе зафиксирован вариант танца «жито», в котором исполнители имитировали покачивание хлебов и его жатву косилкой.